# Jane McGregor
Jane McGregor (* 1. Januar 1983 in Vancouver) ist eine kanadische Schauspielerin.

## Leben und Leistungen
McGregor debütierte im Jahr 1994 in der Fernsehserie The Odyssey. In der Komödie Freche Biester! (2002) spielte sie die Rolle der Schülerin Starla Grady, die gegen ihre Kollegin Genevieve Le Plouff (Piper Perabo) einen Kleinkrieg führt. Im preisgekrönten kanadischen Drama Flower & Garnet (2002) spielte sie die Rolle von Flower.
Im Mysterydrama That Beautiful Somewhere (2006) von Robert Budreau übernahm McGregor die weibliche Hauptrolle an der Seite von Roy Dupuis. In der Komödie Citizen Duane (2006) spielte sie neben Donal Logue eine der größeren Rollen. Ihr neuester Film, das kanadische Drama American Venus mit Rebecca De Mornay und Matt Craven, wird am 8. September 2007 beim Toronto International Film Festival 2007 vorgeführt.
McGregor erhielt im Jahr 2002 den Women in Film Award des Vancouver International Film Festivals.

## Filmografie (Auswahl)
- 1999: Countdown ins Chaos (Y2K)
- 2002: Freche Biester! (Slap Her... She's French)
- 2002: Bang, Bang, Du bist tot (Bang, Bang, You’re Dead)
- 2002: Flower & Garnet
- 2005: The Magic of Ordinary Days
- 2005–2008: Robson Arms (Fernsehserie)
- 2005: Supernatural (Fernsehserie, Episode 1.07)
- 2006: That Beautiful Somewhere
- 2006: Citizen Duane
- 2014: Fargo (Fernsehserie, 1 Folge)
- 2017: Bailey – Ein Freund fürs Leben (A Dog’s Purpose)
- 2019: Two/One
- 2020–2022: Snowpiercer (Fernsehserie, 11 Folgen)